# Only U
Only U è un brano musicale della cantante statunitense Ashanti, estratto come primo singolo dall'album Concrete Rose del 2004. Il singolo ha raggiunto la tredicesima posizione della Billboard Hot 100, e la seconda nel Regno Unito. Ha raggiunto la numero due in Regno Unito e la numero quattro in Irlanda, divenendo il singolo più venduto di Ashanti in entrambi i Paesi.
L'introduzione del brano utilizza un campionamento di Why You Treat Me So Bad di Club Noveau del 1986.

## Tracce
UK CD 1
1. Only U
2. Turn It Up (featuring Ja Rule)
3. Spend the Night

UK CD 2
1. Only U
2. Turn It Up (featuring Ja Rule)
3. Only U (Kelly G's Club Mix)
4. Only U (Video)

## Video
Ci sono due video ufficiali, diretti da Hype Williams e realizzati a Vancouver e Città del Messico.

## Classifiche
| Classifica (2005)                    | Posizione più alta |
| ------------------------------------ | ------------------ |
| Australia                            | 23                 |
| Austria                              | 29                 |
| Belgio (Fiandre)                     | 16                 |
| Belgio (Vallonia)                    | 22                 |
| Paesi Bassi                          | 17                 |
| Europa                               | 3                  |
| Francia                              | 32                 |
| Germania                             | 12                 |
| Irlanda                              | 4                  |
| Nuova Zelanda                        | 14                 |
| Svezia                               | 43                 |
| Svizzera                             | 12                 |
| Regno Unito                          | 2                  |
| U.S. Billboard Hot 100               | 13                 |
| U.S. Billboard Hot R&B/Hip-Hop Songs | 10                 |